# Pseudoaurila
Pseudoaurila is een geslacht van kreeftachtigen uit de klasse van de Ostracoda (mosselkreeftjes).

## Soorten
- Pseudoaurila guttata (Brady, 1890) Mckenzie, 1986
- Pseudoaurila japonica (Ishizaki, 1968)